# Out There a Minute
Out There a Minute ist ein Kompilationsalbum von Sun Ra and His Arkestra mit teils zuvor veröffentlichtem, teils bislang unveröffentlichten Material. Die Aufnahmen aus den Jahren 1961 bis 1970 erschienen 1989 als Langspielplatte und Compact Disc auf dem Label Blast First sowie als CD auf Restless; in Europa wurde das Album bei Torso und EFA veröffentlicht.

## Hintergrund
Kommentare zur Entstehung der einzelnen Stücke des Albums stammen aus dem Buch The Earthly Recordings of Sun Ra (2. Ausgabe) von Robert L. Campbell und Christopher Trent, erschienen bei Cadence Jazz Books. Robert L. Campbell ergänzte dies 1996 mit einem Post auf der Mailingliste der damaligen Sun Ra Online Discography:
Die Blast First CD Out There a Minute entstand als Ergebnis eines Deals zwischen den Geschäftsführern des Labels Blast First und Sun Ra [selbst]. Sunny lieferte die Masterbänder, einige [zuvor] unveröffentlicht, einige von alten Saturn-LPs, und alle völlig undokumentiert [hinsichtlich der Entstehungszeit und Besetzung]. Blast First lieferte Bargeld im Voraus. Der Deal fand um 2 Uhr morgens in einem Burger King am [New Yorker] Times Square statt.
In jeweilig aus dem Arkestra gebildeten kleineren Combos spielten zwischen circa 1961 und 1970 der Tenorsaxophonist John Gilmore, der Altsaxophonist Marshall Allen, der Baritonsaxophonist Pat Patrick, gelegentlich auch Trompeter und Posaunisten (das Personal ist nicht immer aufgeführt), hinzu kommen Ras Orgel, Piano und Keyboards sowie ein Bassist, Schlagzeuger und einige Perkussionisten. Detaillierte Besetzungsangaben zu den einzelnen Titeln finden sich in Omniverse Sun Ra von Hartmut Geerken und Chris Trent. Das älteste Material des Albums stammt wahrscheinlich von Probenaufnahmen im New Yorker Choreographers’ Workshop („Journey Outward“, „Somewhere in Space“, „Dark Clouds with Silver Linings“), in den Jahren 1961/1962 Probenraum des Arkestra.
„Lights of a Satellite“ ist ein 1961 entstandenes Stück von dem Album Art Forms of Dimensions Tomorrow. Aus dieser Zeit stammen auch die bis dahin unveröffentlichten Stücke „Kosmos in Blue“ (hier „Starships and Solar Boats“ betitelt und neu editiert) und „Infinity of the Universe“. „When Angels Speak of Love“ von 1963 ist das Titelstück des gleichnamigen Albums, von dem auch „Next Stop Mars“ stammt. Die letzten viereinhalb Minuten von „Next Stop Mars“ wurden auf den Neuauflagen von Blast First und Restless herausgeschnitten.
„Out There a Minute“ entstand in der Zeit zwischen Ende 1962 und Anfang 1964, „Other Worlds“ im Frühjahr 1965, bei den Sessions für das Album The Magic City. „Cosmo Enticement“ ist ein kurzes Perkussionsstück vom Album Continuation (Saturn 1965), ursprünglich mit dem Titel „Earth Primitive Earth“ versehen. Ebenfalls von Continuation stammt „Song of Tree and Forest“, dort noch „New Planet“ betitelt. „Love in Outer Space“ ist ein Alternate take von den Sessions für The Night of the Purple Moon (1970), entstanden in Philadelphia oder New York 1970.
„Jazz and Romantic Sounds“ entspricht dem Titel „The Universe Is Calling“, wie er 1973 für das Impulse-Album Cymbals aufgenommen wurde.

## Titelliste
- Sun Ra and his Arkestra: Out There a Minute (Blast First BFFP 42)[1]

1. Love in Outer Space 5:02
2. Somewhere in Space 8:08
3. Dark Clouds with Silver Linings 4:53
4. Jazz and Romantic Sounds 4:41
5. When Angels Speak of Love 4:25
6. Cosmo Enticement 3:06
7. Song of Tree and Forest 3:08
8. Other Worlds 4:51
9. Journey Outward 4:23
10. Lights of a Satellite 3:03
11. Starships and Solar Boats 7:32
12. Out There a Minute 3:24
13. Next Stop Mars 12:00

Die Kompositionen stammen von Sun Ra.

## Besetzung
- Besetzung des Albums Art Forms of Dimensions Tomorrow

Lights of a Satellite 
Starships and Solar Boats (Original-Titel „Kosmos in Blue“. Das zweite Tenor-Solo von John Gilmore kam in der Saturn-Fassung nicht vor.)
- 1961/1962: Sun Ra (p), Al Evans (tp), John Gilmore (bcl), Marshall Allen (morrow), weitere Percussionisten. Choreographers’ Workshop, New York

Journey Outward 
- 1962: Sun Ra (p), Marshall Allen (as, fl, perc), John Gilmore (ts, perc), Pat Patrick (bar, fl, perc), Ronnie Boykins (kb) mögl. C. Scoby Stroman (dr), Art Jenkins (space voice). Möglicherweise bei den Sessions für Secrets of the Sun im Choreographers’ Workshop, New York aufgenommen.

Somewhere in Space 
- 1962: Sun Ra (p), John Gilmore (ts), Marshall Allen (as), Pat Patrick (bar), Ronnie Boykins (kb), C. Scoby Stroman oder Tommy Hunter-(dr). Choreographers’ Workshop, New York City.

Dark Clouds with Silver Linings 
- 1962–64: Sun Ra (p, introduction), Marshall Allen (as, fl), Danny Davis (as, fl), John Gilmore (ts), Pat Patrick (bar), Ronnie Boykins (kb), Clifford Jarvis (dr). Choreographers’ Workshop oder Sun Studios, New York City.

Out There a Minute 
- 1963: Besetzung wie When Angels Speak of Love.

When Angels Speak of Love 
Next Stop Mars  (bearbeitete Version, bei der einige Minuten entfernt wurden)
- 1965: Sun Ra (electronic celeste, p) Chris Capers (tp), Teddy Nance (trb), Bernard Pettaway (b-trb), Marshall Allen (picc-fl, as), Danny Davis (as), John Gilmore (ts), Pat Patrick (bar), Ronnie Boykins (kb), Jimmy Johnson (dr). New York, Sessions des Albums The Magic City.

Other Worlds
- Ca. 1966: Sun Ra („Weltraum“-Gong), Marshall Allen („Jupiterian“ fl), andere Mitglieder der Arkestra (Sonnen-Harfe, Koto, Schaber usw.) Percussion-Track vom Album Continuation mit dem ursprünglichen Titel „Earth Primitive Earth“.

Cosmo Enticement 
- Ca. 1966: Sun Ra (p), Marshall Allen (piccolo-fl), Danny Davis oder Pat Patrick (fl), Robert Cummings (bcl). Vom Album Continuation, ursprünglich mit dem Titel „New Planet“.

Song of Tree and Forest
- 1970: Sun Ra (rocksichord), Danny Davis (a-cl, cga), Stafford James (e-b), John Gilmore (dr), Philadelphia oder New York.

Love in Outer Space
- 1973: Sun Ra (org, minimoog, rocksichord), Akh Tal Ebah (tp), Danny Davis (as), John Gilmore (ts), Eloe Omoe (bcl), Ronnie Boykins (b), Harry Richards (dr), Derek Morris (cga). New York

Jazz and Romantic Sounds

## Rezeption
Scott Yanow verlieh dem Album in Allmusic drei Sterne und schrieb: Die Auswahl von 13 Stücken auf diesem Album, aufgenommen von kleineren Gruppen aus Sun Ras Arkestra, seien im Allgemeinen sowohl explorativ als auch introspektiv. Die Performances seien meist kurze Entwürfe, die spacige Stimmungen erzeugen und dann ausklingen würden; Sun Ras Piano klinge stellenweise überraschend nach Thelonious Monks Spiel. Die seltsamen Echo-Effekte und gespenstischen Keyboards verleihen dieser exzentrischen Musik viel Atmosphäre, so Yanow. Die gewaltige Ensemblenummer „Other Worlds“ und das langatmige „Next Stop Mars“ enthielten Tempiwechsel (die wie das John Coltrane Quintett von 1966 klingen würden), während viele der anderen Stücke gut als Soundtracks zu einem Science-Fiction-Film funktionieren würden. Obwohl nicht unbedingt essentiell, weckten diese futuristischen Klänge aus der Vergangenheit das Interesse des Hörers.